# David Griggs
Stanley David Griggs (Portland, 7 settembre 1939 – Earle, 17 giugno 1989) è stato un astronauta statunitense.
Ha partecipato alla missione STS-51-D dello Space Shuttle. È rimasto ucciso durante una prova di volo con un aereo storico della seconda guerra mondiale. Era in addestramento, come pilota, per la missione STS-33.